# Benasque (kommunhuvudort)
Benasque (baskiska: Benasque-Benás, aragonska: Benás) är en kommunhuvudort i Spanien.   Den ligger i provinsen Provincia de Huesca och regionen Aragonien, i den nordöstra delen av landet, 400 km nordost om huvudstaden Madrid. Benasque ligger 1 140 meter över havet och antalet invånare är 2 231.
Terrängen runt Benasque är huvudsakligen mycket bergig. Benasque ligger nere i en dal.Runt Benasque är det mycket glesbefolkat, med 7 invånare per kvadratkilometer. Benasque är det största samhället i trakten. I omgivningarna runt Benasque växer i huvudsak blandskog.